# Вја I Мађо (Виченца)
Вја I Мађо је насеље у Италији у округу Виченца, региону Венето.
Према процени из 2011. у насељу је живело 20 становника. Насеље се налази на надморској висини од 466 м.